# 沖縄国際アジア音楽祭
沖縄国際アジア音楽祭 -musix 2010- （おきなわこくさいあじあおんがくさい、Okinawa International Asia Music Festival）は、「音楽の島　沖縄」のイベントである。音楽を通した文化交流を目指して、国内外から幅広いジャンルのアーティストが参加する音楽祭を開催する。
「musix（ミュージックス）」は、音楽（music）が交差（クロス＝×）する場所を目指し、名付けた沖縄国際アジア音楽祭の呼称である。
ライブステージのほか、カンファレンスなども行われ、アジア版SXSWを目指している。
ホームページ上にアーティストのプロモーションエリアを設け、音楽配信サービスと同時に出演者の募集も行っている。
1. ライブステージ
県都・那覇市のメインストリートである国際通りと、多彩な音楽と芸能が息づく街・沖縄市を中心に、20箇所を超えるライブハウスや特設ステージで、様々なジャンルの150組を超える国内外のミュージシャンによるライブが行われ、街中に音楽があふれる。
2. 音楽ビジネスセミナー・カンファレンス
音楽に関する多様な視点から、アジア地域の音楽産業全般についてビジネスセミナーやカンファレンスを開催する。アジアの音楽関係者が集い、ビジネスの新たな展開につなげる。
3. 文化交流
国内を始め、アジア地域を中心とする海外のアーティストも参加する“チャンプルー[1]ステージ”。また、沖縄文化の源流である日本を含めたアジアの伝統音楽の演奏会や体験教室も開催する。

主催は、沖縄県知事が会長を務める沖縄国際アジア音楽祭実行委員会で、官民一体で全県をあげた音楽祭である。　